# 孔鲤
孔鲤（前532年—前483年），子姓，孔氏，名鲤，字伯鱼，孔子与亓官氏的儿子，述圣孔伋之父。

## 出生
孔子二十岁时，孔鲤出生，鲁昭公派人赐予孔子以鲤鱼，孔子对国君的赏赐感到荣幸，便因此给儿子取名为孔鲤。

## 受教
孔子的弟子陈亢曾问孔鲤：“你在老师那里听到过什么特别的教诲吗？”孔鲤回答说：“没有啊。有一次父亲独自站在庭院中，我快步走过，他问我：‘学诗没有？’我回答说：‘没有。’他说：‘不学诗就不懂得怎么说话。’我退回后便去学诗。又有一天，父亲又独自站在庭院中，我快步走过，他问我：‘学礼了吗？’我回答说：‘没有。’他说：‘不学礼就没有立足社会的依据。’我回去就学礼。我就听到过这两件事。”陈亢回去高兴地说：“我提出一个问题，得到三方面的收获，知道了学诗的重要性和学礼的必要性，又知道了君子不偏爱自己儿子的道理。”孔鲤受教、学诗、学礼之事，被后人传为佳话。孔子教子之辞也被尊为“祖训”，并逐渐形成了孔氏家族“诗礼传家”的说法。
此外孔子對孔鲤的教育有所要求：“你读过《周南》、《召南》吗？一个人如果不读《周南》、《召南》，就好像面对着墙站着呢！” 也曾經告誡孔鲤：“鲤儿，我听说可以与人终日不知疲倦一起做的事，只有学习。容貌形体不值得观赏，勇武气力不值得忌惮，先祖不足以称述，族姓不足以赞扬。最终能够获得很大的名气，显著而为世所闻知，让声名留传到后世子孙那里，难道不是学习的效果吗？所以君子是不可以不学习的，容貌是不可以不整饰的，不做整饰就不成样貌，不成样貌就会失去亲属，失去亲属就不能尽心竭力，不尽心竭力就失去了礼仪，失去礼仪就没办法立足社会了。在远处散发光辉的，是整饰造成的；近处却更加明亮，那就是学习的结果。比如水池，积水注入其中，水草长出来。从高处看，就知道它不是水源。”

## 拒仕
孔鲤精通儒学，鲁哀公以财礼召请他，孔鲤称疾不行。

## 哭母
孔鲤在母亲死后，过了服丧期还要哭，孔子听到后问是谁哭，孔子的弟子告诉他是孔鲤在哭，孔子说这也太过了。孔鲤知道后，便除了丧服。孔颖达认为这是孔鲤在为被休弃的母亲亓官氏去世而哭，杨朝明认为孔鲤是孔子唯一的儿子，他作为孔子之“后”没有任何问题，按照《仪礼·丧服》中“出妻之子为父后者则为出母无服”的规定，如果孔鲤母亲被休弃，他的母亲去世时，是不能为母亲服丧的，所以孔鲤的母亲亓官氏并未被休弃。

## 墓葬

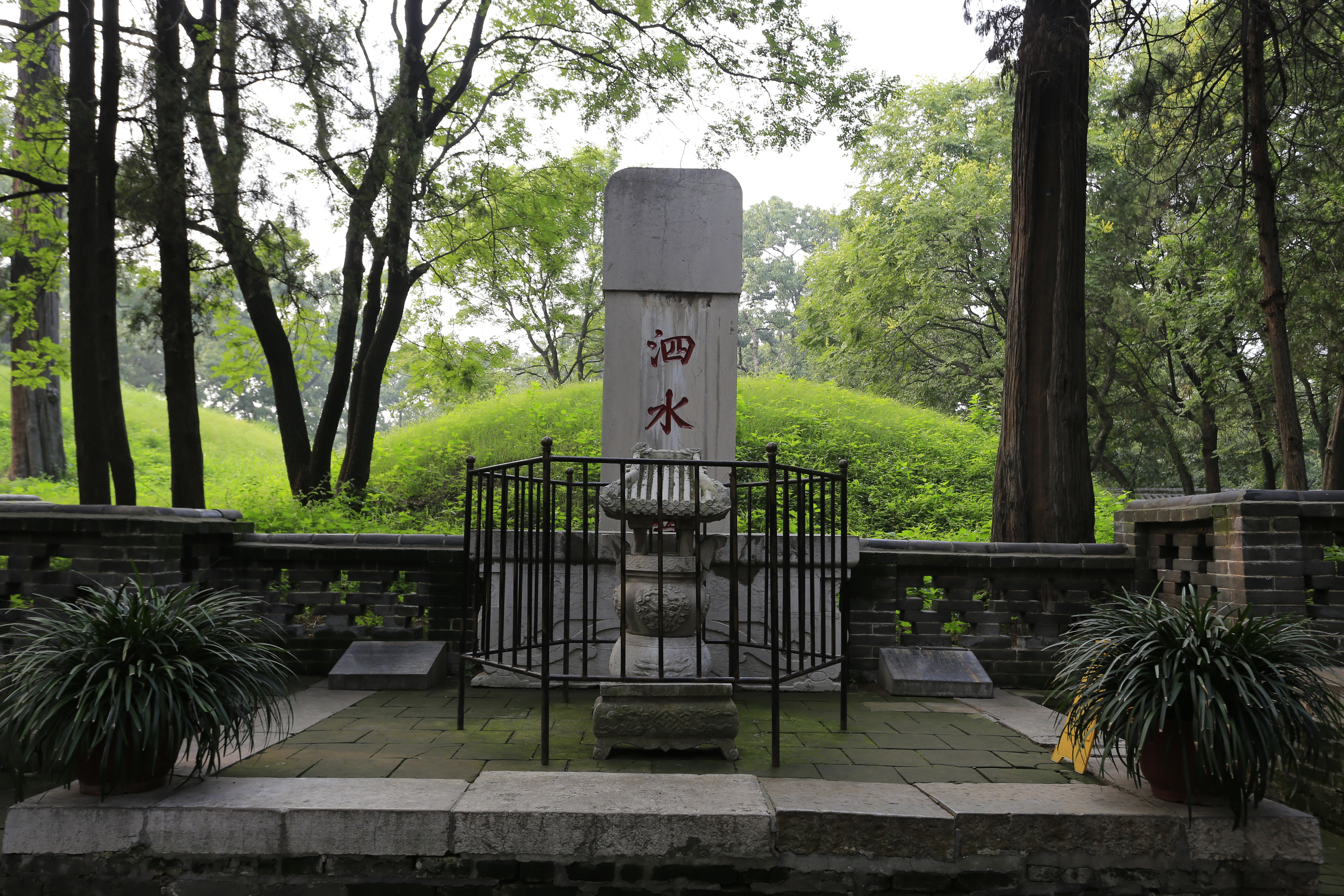
孔鲤墓

哀公十二年冬，天候異常，孔鲤去世，享年五十岁，死在孔子之前，墓地位于孔子墓东偏南5米，高3米，为大型坟塚。墓前石碑两幢，前碑高约2.5米，宽1米有余，楷书朱漆字一行“泗水侯墓”。碑文为明正统八年（1443年）黄养正书，孔子五十九代孙衍圣公孔彦缙立石。后碑高1.8米，篆书一行“贰世祖墓”，为蒙古乃马真三年（1244年）孔子第五十一代孙衍圣公孔元措立。

## 追赠
- 宋徽宗崇宁元年（1102年），追封孔鲤为泗水侯。
- 宋度宗咸淳三年（1267年），孔鲤从祀于孔庙。
- 明世宗嘉靖九年（1530年），改称“先贤孔氏”，从祀于启圣祠。

## 其他
后世孔氏祭祖之时不用鲤鱼，而用鲫鱼等代替，且改称鲤鱼为“红鱼”，以避讳孔鲤的名字，这种风俗至今仍留传于曲阜一带。